# ビコーズ・オブ・ザ・タイムス
『ビコーズ・オブ・ザ・タイムス』（Because of the Times）はアメリカのロックバンド、キングス・オブ・レオンのサードアルバム。2007年3月30日発売。

## 評価
アルバムはプレスから高い評価を受けた。Clash誌はClash Essential 50の第3位に、NMEはアルバム・オブ・ザ・イヤーの第6位に本作を選出。ローリング・ストーン誌もTop 50 Albums of 2007の第31位に本作を選んだ。商業的には本作で初めて全英アルバムチャートの1位を獲得し、ニュージーランドやアイルランドでもチャート1位を獲得するなど、バンドに対する注目が一気に高まった。

## 収録曲
1. ノックト・アップ / Knocked Up - 7:10
2. チャーマー / Charmer - 2:56
3. オン・コール / On Call - 3:21
4. マクフィアレス / McFearless - 3:09
5. ブラック・サムネイル / Black Thumbnail - 4:00
6. マイ・パーティー / My Party - 4:10
7. トゥルー・ラヴ・ウェイ / True Love Way - 4:02
8. ラグー / Ragoo - 3:00
9. ファンズ / Fans - 3:35
10. ザ・ランナー / The Runner - 4:16
11. トランク / Trunk - 3:57
12. カマロ / Camaro - 3:09
13. アリゾナ / Arizona - 4:50
14. マイ・サード・ハウス / My Third House - 4:03 （ボーナス・トラック）

## メンバー
- カレブ・フォロウィル - ボーカル、リズムギター
- マシュー・フォロウィル - リードギター、コーラス
- ジャレッド・フォロウィル - ベース、コーラス
- ネイサン・フォロウィル - ドラムス、コーラス